# Иосиф I (император Священной Римской империи)
Иосиф I (нем. Joseph I.; 26 июля 1678[…], Вена — 17 апреля 1711[…], Вена) — римский король с 23 января 1690 года, император Священной Римской империи с 5 мая 1705 года, король Чехии с 5 мая 1705 года, король Венгрии с 9 декабря 1687 года (13 июня 1707 года был низложен венгерским сеймом, после подавления восстания Ференца Ракоци вновь занял престол 21 февраля 1711 года), эрцгерцог Австрийский из династии Габсбургов; старший сын императора Леопольда I и Элеоноры Нойбургской (его 3-й жены).

## Биография
Иосиф I воспитывался под руководством герцога Дитриха Отто фон Зальма, изучил несколько языков. В 1687 году получил венгерскую корону, а после смерти отца (5 мая 1705 года) вступил на престол и был коронован. Позже он энергично продолжил начатую его отцом войну за испанское наследство против Франции. Благодаря победам Евгения Савойского и герцога Мальборо ему удалось выгнать французов из Италии и Нидерландов и перейти к наступлению. Чтобы освободить себе руки для борьбы на Западе, Иосиф в 1707 году заключил договор с королём Карлом XII Шведским, который на пути из Польши в Саксонию прошёл через Силезию.
По Альтранштедтскому миру Иосиф дал силезским протестантам свободу вероисповедания и возвратил им большую часть отнятых иезуитами церквей. В то же время он вынудил папу признать его брата Карла испанским королём. В 1708 он наложил опалу на курфюрстов баварского и кёльнского, за отношения с Францией, но его желание соединить Баварию с Австрией встретило сильное противодействие как немецких, так и иных государств.
Венгерское восстание Ференца Ракоци Иосиф успешно подавил. Он был образованным и умным правителем, терпимым к иноверцам, один из наиболее энергичных среди немецких Габсбургов. При нём Австрия достигла большого значения в Европе. Финансовое управление он улучшил при помощи Гундакера фон Штаремберга; им также приняты были меры для облегчения положения крепостных крестьян.
Иосиф скончался от оспы 17 апреля 1711 года в Вене.

## Семья
В 1699 году он женился на Вильгельмине Амалии Брауншвейг-Люнебургской (1673—1742). У них родились две дочери и сын:
- Мария Жозефа (1699—1757), в 1719 вышла замуж за саксонского кронпринца Фридриха Августа, будущего короля Августа III Польского
- Леопольд Иосиф (1700—1701), эрцгерцог австрийский
- Мария Амалия (1701—1756), в 1722 вышла замуж за баварского кронпринца Карла Альбрехта, будущего императора Карла VII